# South Padre Island
South Padre Island is een plaats (town) in de Amerikaanse staat Texas, en valt bestuurlijk gezien onder Cameron County.

## Demografie
Bij de volkstelling in 2000 werd het aantal inwoners vastgesteld op 2422.
In 2006 is het aantal inwoners door het United States Census Bureau geschat op 2704, een stijging van 282 (11.6%).

## Geografie
Volgens het United States Census Bureau beslaat de plaats een oppervlakte van
4,9 km², waarvan 4,7 km² land en 0,2 km² water.

## Plaatsen in de nabije omgeving
De onderstaande figuur toont nabijgelegen plaatsen in een straal van 28 km rond South Padre Island.

## Economie
South Padre Island is een badplaats en ligt op het gelijknamige barrière-eiland dat tegenwoordig via een brug, de Queen Isabella Causeway met Port Isabel op het vaste land is verbonden. Toerisme is dan ook de belangrijkste tak van economie voor South Padre Island. Het eiland vormde vroeger een geheel met Padre Island maar werd daarvan losgesneden door de aanleg van het Port Mansfield-kanaal
South Padre Island ligt vlak bij Brazos Island waar ruimtehaven Starbase wordt gebouwd. SpaceX bouwt daar raketten van het type Starship en lanceert er ook de testvluchten van die raket. Daarom is op de zuidkant van South Padre Island een park met een openluchttheater aangelegd vanwaar ook de lanceringen te zien zullen zijn. South Padre Island en Port Isabel zijn met een afstand van ongeveer acht kilometer tot de lanceerplaats de beste plaatsen buiten de exclusiezone om een lancering te aanschouwen.